# Diritto dell'Asia orientale nell'età contemporanea
Per diritto dell'Asia orientale nell'età contemporanea si intende la storia dell'esperienza giuridica tipica dei paesi di questa regione che va dalla fine dell’età moderna, solitamente fatta coincidere con l'inizio del XIX secolo, ai giorni contemporanei, un periodo che parte della storiografia tradizionale indica come età contemporanea. 

## Cina
Il diritto dell'impero cinese si basava su una sorta di "compromesso" tra la tradizione confuciana che faceva della morale e delle consuetudini i suoi capisaldi e la dottrina legalista questa sostenitrice del primato della legislazione statale su tutte le altre fonti. La dinastia Qing, giunta al potere nel 1636, dedicò profondi sforzi nella codificazione del diritto, pubblicando un codice nel 1646, parzialmente ancora basato su quello di epoca Ming (XIV-XV secolo) che a sua volta ereditava parte del codice Tang del VII secolo. Il codice del 1646 venne modificato poi nel 1670 e nel 1740. Di matrice fortemente penalistica, le maggior parte delle norme in qualsiasi disciplina erano della forma "chi commette X sarà punito con Y", prevedeva che le sanzioni fossero commisurate allo stato sociale del reo, e si faceva largo ricorso alla pena di morte o alla tortura per estorcere confessioni. Molte delle pene erano convertibili in sanzioni pecuniarie. Accanto alle norme del codice vi era sempre spazio per le regole morali e di equità di matrice confuciana e consuetudinaria. Oltre alla legislazione statale, anche famiglie, clan e corporazioni e villaggi possedevano proprie leggi e organi giurisdizionali. Differentemente dai coevi sistemi occidentali, nella imperiale mai ci fu un ceto di giuristi autonomo dalla pubblica amministrazione né ci fu mai la figura dell'avvocato.
La sconfitta nelle guerre dell'oppio mise in profonda discussione l'apparato statale evidenziando, tra l'altro, la necessità di dotarsi di un codice civile di stampo europeo. Questo e altri progetti naufragarono quando, 1º gennaio 1912, l'impero cinese terminò la sua bimillenaria esistenza. Si dovette aspettare il 1927 quando il governo autoritario di Chiang Kai-shek dotò il paese di un sistema legislativo nuovo basato sul principio di legalità e di stampo europeo continentale, ispirandosi soprattutto al codice penale italiano e al codice civile tedesco.
La vittoria del Partito Comunista Cinese (PCC) nella guerra civile che portò alla nascita nel 1949 della Repubblica Popolare Cinese sconvolse tutto il sistema. Nel 1954 venne adottata una nuova Costituzione redatta sull'impronta del sistema sovietico in cui spicca il ruolo predominante del PCC su tutto lo Stato. L'economia venne centralizzata e programmata mentre con la "Rivoluzione culturale" lanciata nel 1966 tutti gli organi dello Stato vennero sostituiti da comitati politici, gettando il paese nel totalitarismo e nella negazione di qualsiasi diritto civile. Lo scenario, noto come "decennio del disordine", poté mutare solo alla morte di Mao Zedong, avvenuta nel 1976, e la conseguente salita al potere di Deng Xiaoping artefice di profonde riforme.
In pochi anni vennero promulgate diverse leggi strutturali e nel 1982 una nuova Costituzione permettendo un ritorno alla funzionalità degli organi pubblici e in particolare di quelli giuridici. I diritti di libertà e di pensiero rimasero tuttavia ancora molto limitati, suscitando proteste e violente repressioni come avvenne a piazza Tiananmen il 4 giugno 1989. Un allentamento nella centralizzazione statale si ebbe a partire dal 1992 con la svolta del paese verso un socialismo di mercato. Negli anni successivi anche la disciplina penale e amministrativa venne riformata aprendo ad una maggior garanzia del principio di legalità anche se è stato osservato di come ancora nei primi decenni del XXI secolo si riscontrino discrepanze tra le regole enunciate e l'applicazione di queste nei tribunali.

## Corea
A partire dal XVIII secolo la Corea, pur formalmente indipendente, risultava di fatto sottomessa dalla Cina, che ne impediva qualsiasi sviluppo sostanziale anche sul piano giuridico. Tuttavia, il lento declino cinese nel corso del XIX secolo fece sì che la sua influenza sulla penisola coreana venisse meno a favore dell'emergente Giappone del Periodo Meiji il quale si stava velocemente aprendo verso il resto del mondo. Le cosiddette "riforme Gabo" del 1984 tentarono di modernizzare, seppur incontrando resistenze, il paese importando i nuovi modelli giapponesi a loro volta influenzati dall'Occidente e in particolare dallo scenario tedesco per quanto riguarda il campo giuridico.
Nel 1910 il Giappone annetté ufficialmente la Corea costituendo un nuovo governo e promulgando la "legge sulle leggi e i regolamenti per la Corea". Il chiaro tentativo di assimilare le istituzioni coreane nell'impero giapponese tuttavia venne ostacolato da numerosi episodi di ribellione spesso soffocati nel sangue; con la sconfitta del Giappone nella seconda guerra mondiale la penisola viene occupata a nord dall'Unione Sovietica e a sud dagli Stati Uniti che in breve danno vita a rispettivi governi da loro sostenuti e geograficamente divisi attraverso il 38 parallelo. La situazione si cristallizzò dopo la sanguinosa guerra di Corea con una divisione di fatto del paese a seguito di un armistizio siglato nel 1953.
La Corea del Nord si forma come stato autoritario e nazionalista su ispirazione del modello sovietico guidato dal Partito del Lavoro di Corea. In breve venne elaborata l'ideologia nota come Juche che fungerà come base per la politica del partito e come. Figura chiave il leader supremo, Kim Jong-il, di cui venne avviato un vero e proprio culto della personalità. La nuova Costituzione della Corea del Nord promulgata nel 1972 abolì il diritto di proprietà privata, conferiva al leader poteri assoluti e toglieva qualsiasi diritto alla figura del "cittadino" che venne soppiantata dal concetto di "massa". All'articolo 3 venne istituzionalizzata l'ideologia Juche. Una revisione costituzionale del 1998 aprì flebilmente al riconoscimento della proprietà privata e all'iniziativa economica privata. La nuova carta del 2009 enfatizzò invece la sicurezza e la difesa dello Stato conferendo grande potere e importanza agli apparati militari (principio di Songun).
Dopo la guerra, la Corea del Sud attraversò un lungo periodo di instabilità politica che portò nel 1972 alla promulgazione di una nuova Costituzione di stampo autoritario che attribuiva al presidente ampi poteri. Le violente proteste che segnarono gli anni successivi permisero nel 1987 di inaugurare una serie di riforme con cui venivano ripristinate i diritti civili e politici che culminarono in una nuova carta costituzionale che permise «al Paese di raggiungere posizione alter in tutte le rilevazioni internazionali su sviluppo, innovazione, tutela dei diritti sociali e umani, rule of law».